# Фруэла I Жестокий
Фруэ́ла I Жесто́кий (исп. Fruela I el Cruel; ок. 740 — 768) — король Астурии с 757 года, сын Альфонсо I и Эрмезинды.

## Биография

### Правление
Фруэла вступил на престол после смерти своего отца. По характеру его описывают как человека подозрительного, жестокого и вспыльчивого.
Ещё во время правления отца он проявил себя хорошим воином, принимая участие в его походах. Однако смерть Альфонсо I совпала с образованием в 756 году Кордовского эмирата Абд ар-Рахманом I — независимого от Халифата арабского государства в Испании. Абд ар-Рахман смог прекратить смуты в своих владениях. Наличие могущественного соседа ограничило астурийских правителей по расширению границ королевства.
В итоге правление Фруэлы прошло в укреплении городов для защиты их от арабов Кордовского эмирата, а также в подавлении внутренних мятежей. В 760 году против Фруэлы восстали Галисия и области, населённые басками. Однако Фруэле удалось подавить выступления басков. Для того, чтобы усмирить непокорных вождей, Фруэла взял в заложницы дочь одного из них по имени Муния и женился на ней. В Галисии же он жестоко расправился с восстававшим мусульманским населением. «Хроника Альфонсо III» сообщает, что Фруэла убил в Галисии 54 тысячи мусульман. Также он казнил начальника конницы по имени Умар.
В 764—766 годах Фруэле удалось отразить набеги арабов халифата в Галисию. Победы над арабами позволили продолжить заселение Галисии до реки Миньо, которая стала юго-западной границей его королевства. Кроме того, Фруэле также приписывается основание в 761 году города Овьедо, будущей столицы Астурии.
Но внутри Астурии у Фруэлы возникали проблемы, которые мешали дальнейшим успехам. Он издал закон, устанавливающий целибат для священников, и заставлял тех, кто уже был женат, расставаться с жёнами. Тех, кто не желал подчиниться, насильно ссылали в монастыри. Этим Фруэла настроил против себя духовенство. Знать также не любила Фруэлу, отдавая предпочтение его брату Вимарано. Подозревая его в желании захватить власть, а также желая обеспечить престол своему сыну, король убил брата. Но в итоге недовольство королём вылилось в заговор против него и в 768 году Фруэла был убит.
Сын Фруэлы, Альфонсо, был ещё мал и не мог заявить о своих правах. В итоге, в преемники Фруэлы знать выбрала его двоюродного брата Аурелио.

### Брак и дети
Жена: Муния Увекуис. Дети:
- Альфонсо II Целомудренный (ок. 765 — 20 марта 842), король Астурии с 791
- (?) дочь; муж: Непоциан
- (?) Роман, граф